# La Peau de chagrin (Levadé)
La Peau de chagrin est un opéra de Charles-Gaston Levadé  dont le livret, écrit par Pierre Decourcelle et Michel Carré, est tiré du roman d'Honoré de Balzac La Peau de chagrin.
Classifié par le compositeur comme comédie lyrique en quatre actes, il a été présenté pour la première fois le 24 avril 1929 à l'Opéra-Comique de Paris.